# Vicki Adams
Pour les articles homonymes, voir Adams.
Vicki Adams, née le 16 novembre 1989 à Édimbourg en Écosse, est une curleuse écossaise. 
Elle remporte le titre de championne du monde aux championnats du monde à Riga en Lettonie en 2013. Elle a aussi gagné le championnat d'Europe 2011 à Moscou. Elle participe sous les couleurs de la Grande-Bretagne aux Jeux olympiques d'hiver de 2014 à Sotchi et y remporte la médaille de bronze.

## Palmarès

### Jeux olympiques
- Médaillée de bronze olympique lors des Jeux olympiques d'hiver de 2014 à Sotchi. (Russie})

### Championnats du monde
- 9e du Championnat du monde 2011 à Esbjerg.
- 6e du Championnat du monde 2012 à Lethbridge.
- Championne du monde lors du Championnat du monde 2013 à Riga.
- 4e du Championnat du monde 2015 à Sapporo.
- 5e du Championnat du monde 2016 à Swift Current.
- Médaille de bronze lors du Championnat du monde 2017 à Pékin.

### Championnats d'Europe
- Championne d'Europe lors du Championnat d'Europe 2011 à Moscou.
- Vice-championne d'Europe lors du Championnat d'Europe 2012 à Karlstad.
- Vice-championne d'Europe lors du Championnat d'Europe 2013 à Stavanger.
- Médaille de bronze lors du Championnat d'Europe 2014 à Champéry.
- Vice-championne d'Europe lors du Championnat d'Europe 2015 à Esbjerg.
- Médaille de bronze lors du Championnat d'Europe 2016 à Glasgow.